# 境港駅
境港駅（さかいみなとえき）は、鳥取県境港市大正町にある、西日本旅客鉄道（JR西日本）境線の駅である。妖怪の名前から取られた愛称は鬼太郎駅である。

## 概要
境港市の代表駅。鳥取県の最西端にある鉄道駅で、境線の終着駅である。
隣接するみなとさかい交流館から隠岐汽船が発着する。駅舎は灯台の形をしており、駅から東へ伸びる道路は水木しげるロードと呼ばれ、多数の妖怪のオブジェが歩道上に設置されている。

## 歴史

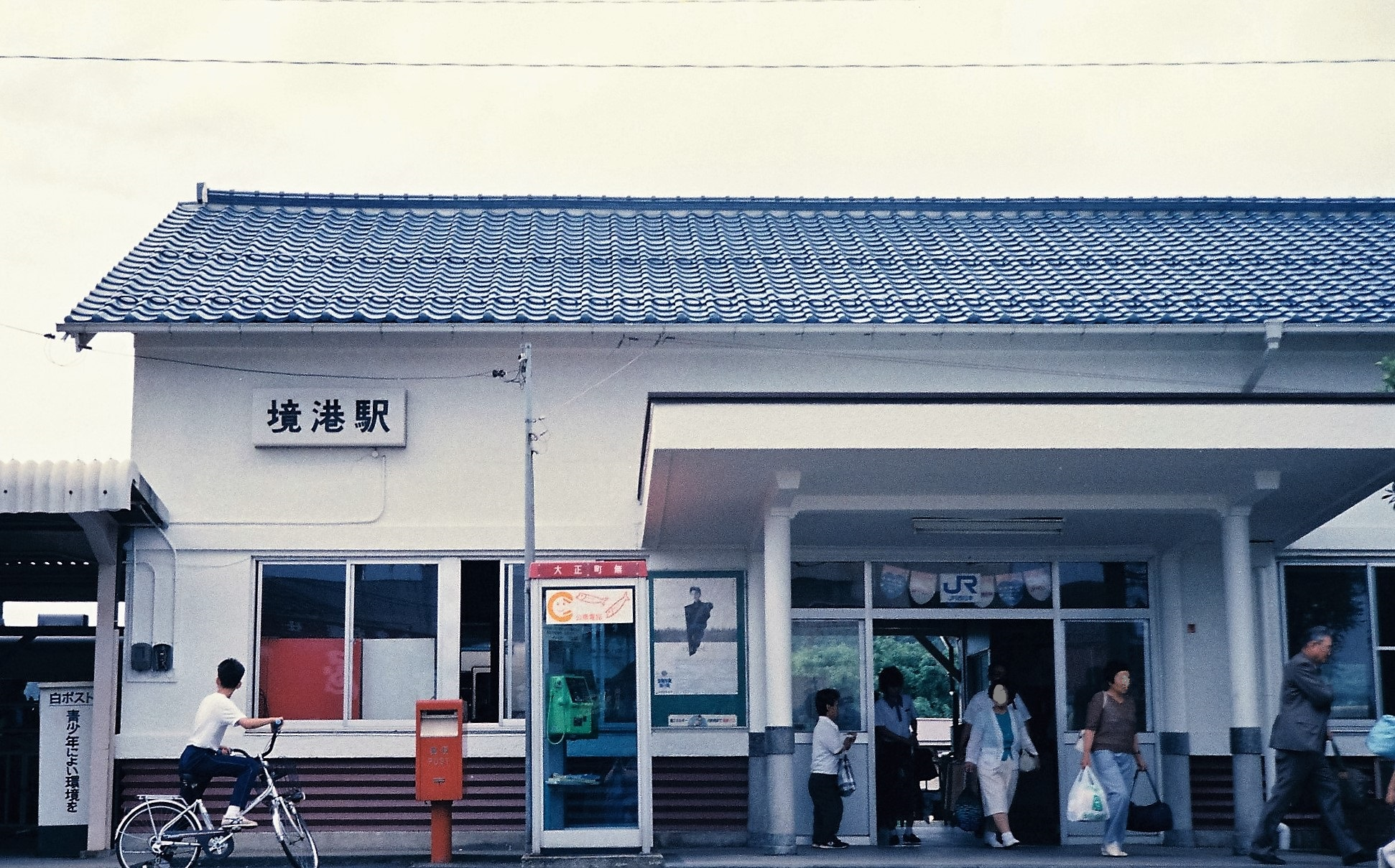
移転前の駅舎（1988年7月）

- 1902年（明治35年）11月1日：官設鉄道の境駅（さかいえき）として開設[1]。御来屋駅 - 米子駅 - 当駅間で開通した区間の終着駅としての開設。駅の場所は現在の位置とは異なり、やや東よりに所在した。
- 1909年（明治42年）10月12日：線路名称制定、境線所属となる。
- 1914年（大正3年）12月15日：移転[1][3]。
- 1916年（大正5年）7月4日：境駅と東京の汐留駅間で鮮魚貨物列車の試験運行が行われる。所要時間は約61時間を要した[4]。
- 1919年（大正8年）7月1日：境港駅（さかいみなとえき）に改称[1]。駅名の重複を解消するためであり、同じ日にはそれまで当駅と同名を称していた2ヶ所の「境駅」も揃って改称している（それぞれ羽後境駅、武蔵境駅に改称）[5][6]。
- 1987年（昭和62年）4月1日：国鉄分割民営化に伴い、JR西日本に移管[1]。
- 1995年（平成7年）3月23日：現在の場所に駅舎新築[1]。
- 2019年（平成31年）3月16日：ICカード「ICOCA」の利用が可能となる。ICカード専用簡易改札機で対応。

## 駅構造
頭端式ホーム1面2線を有する地上駅。ホームは1・2番線がある。頭端部に灯台を思わせるデザインの駅舎がある。直営駅であり、みどりの窓口が設置されているが、時間帯限定での営業となっている。
また、1984年 - 1986年にかけて夏季限定で境港駅構内貨物線を活用して隠岐汽船乗り場の近くに船着場仮乗降場が開設されていた。

### のりば
| のりば | 路線 | 行先     |
| ------ | ---- | -------- |
| 1・2   | 境線 | 米子行き |

- 原則1番のりばを使用する。

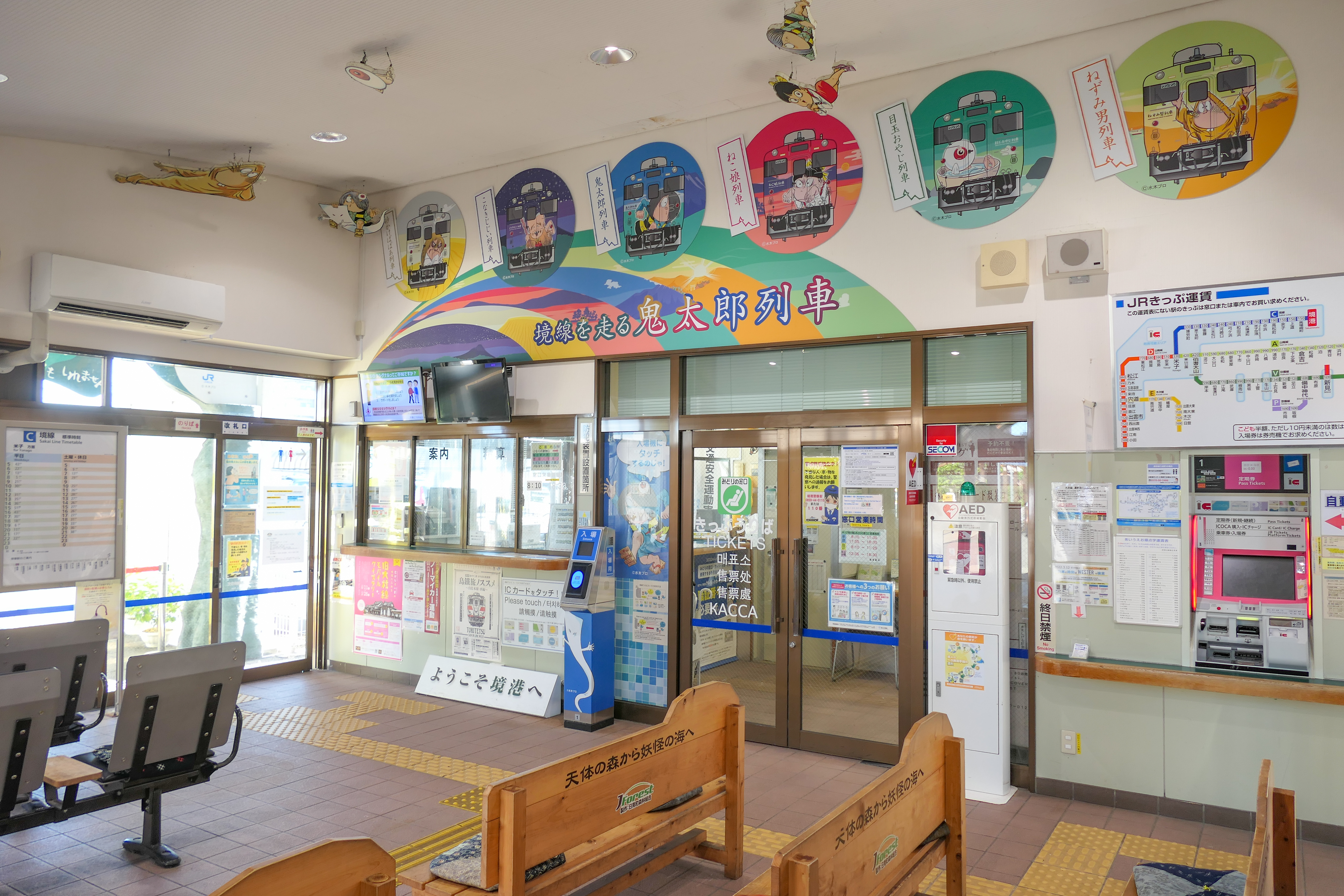
駅舎内（2022年9月）
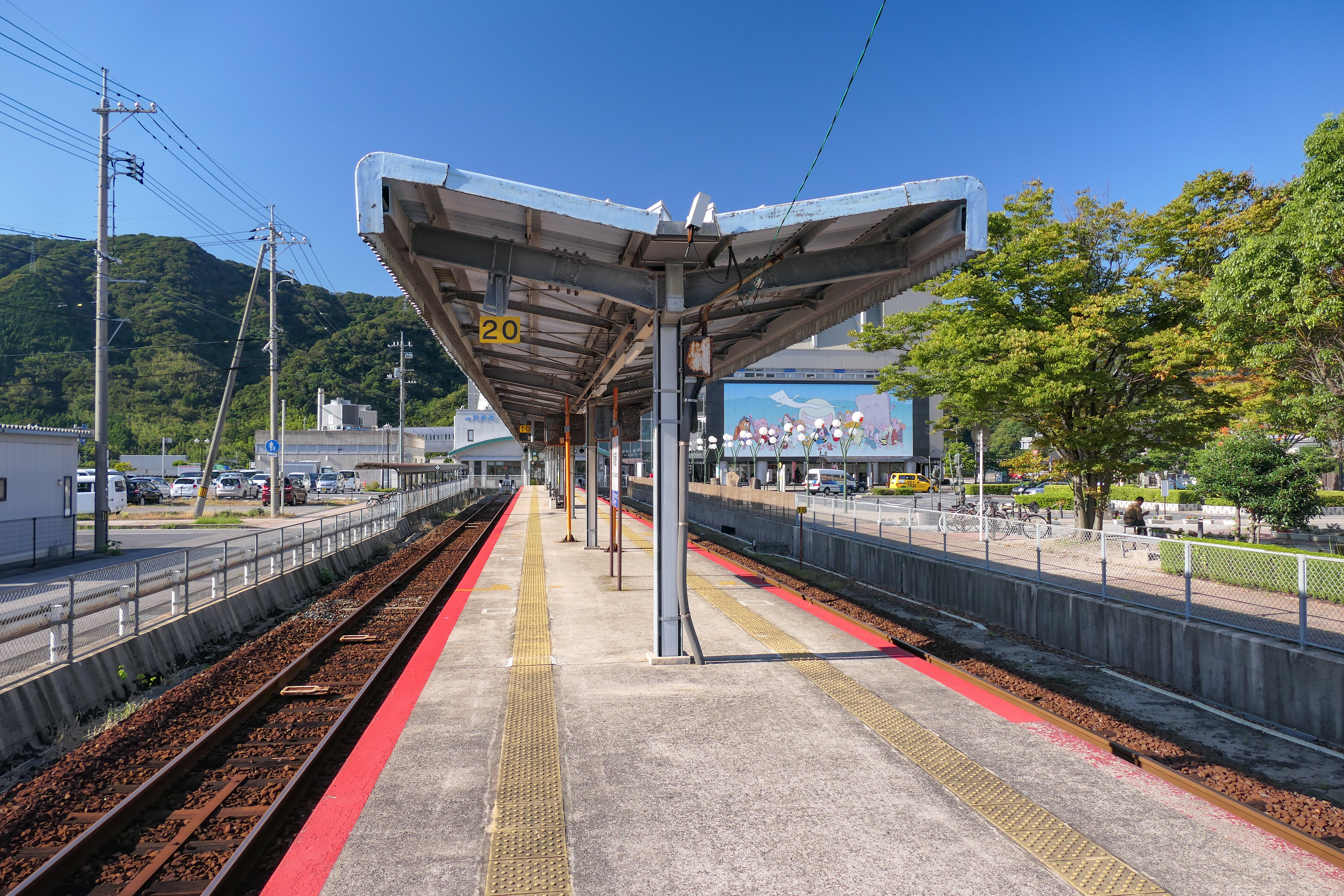
ホーム（2022年9月）

## 利用状況
近年の1日平均乗降人員の推移は以下の通り。
| 乗降人員推移 | 乗降人員推移 |
| 年度         | 1日平均人数  |
| ------------ | ------------ |
| 2011年       | 836          |
| 2012年       | 839          |
| 2013年       | 891          |
| 2014年       | 822          |
| 2015年       | 820          |
| 2016年       | 820          |
| 2017年       | 801          |
| 2018年       | 874          |

## 駅周辺
駅前公園があり、その隣接地に2024年（令和6年）4月2日に「ゲゲゲの広場」がオープンした。
- 境港 (港湾)

みなとさかい交流館
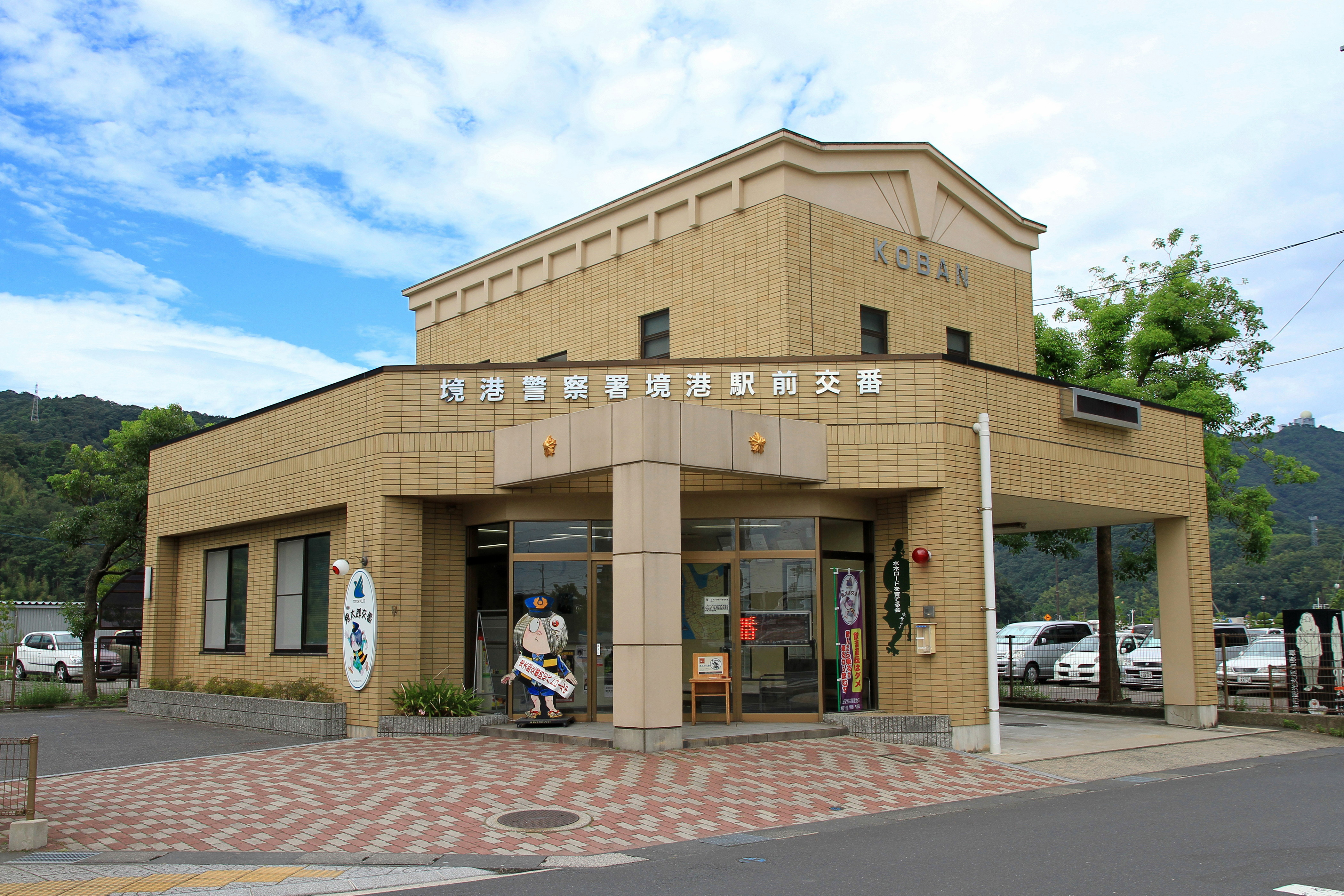
境港警察署境港駅前交番（愛称・鬼太郎交番）
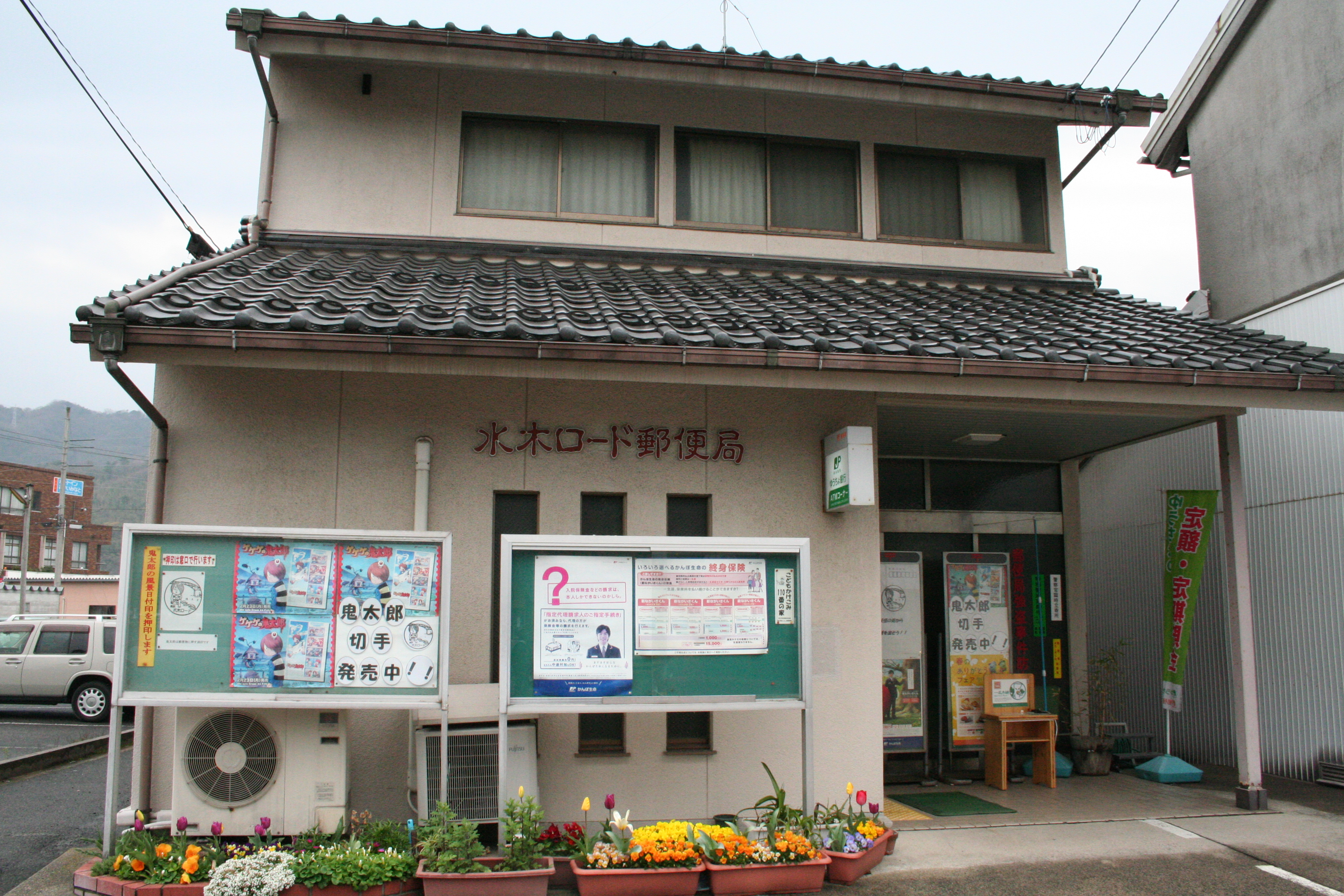
水木ロード郵便局
駅前広場の河童の三平・タヌキ・カッパ像
駅前広場の鬼太郎ポスト
  - 大漁丸（回転寿司）
  - マリンプラザ21
  - さかいポートサウナ
  - 隠岐汽船
- 水木しげるロード
- 境港警察署境港駅前交番
- 水木ロード郵便局
- 鳥取銀行 境港支店
- 島根銀行 境支店
- 大港神社
- 鳥取県道2号境美保関線
- 鳥取県道285号米子空港境港停車場線
- まるごう 境港ターミナル店
- ディオ 境港店

- みなとさかい交流館
- 境港警察署境港駅前交番（愛称・鬼太郎交番）
- 水木ロード郵便局
- 駅前広場の河童の三平・タヌキ・カッパ像
- 駅前広場の鬼太郎ポスト

## バスのりば

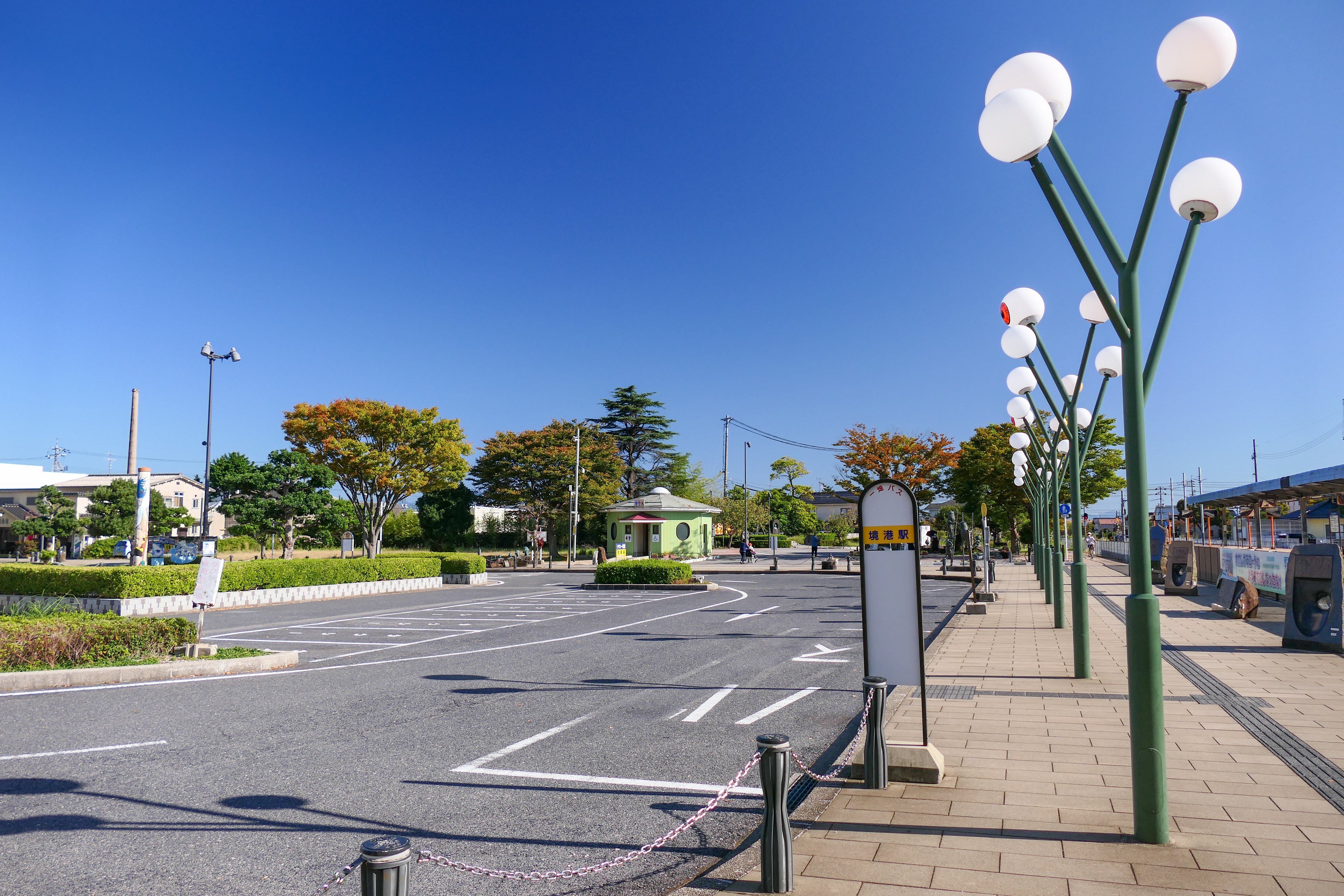
駅前バスのりば

### 駅構内
バスのりばは駅前にある。
- はまるーぷバス
  - メインコース（右回り・左回り）
  - 生活コース（右回り・左回り）
- 日ノ丸自動車（日ノ丸バス）
  - 大篠津駅前・夜見・米子駅
- 松江市コミュニティバス
  - 美保関コミュニティバス
    - 美保関・境港線（渡船廃止代替バス） 宇井渡船場方面

  - 八束コミュニティバス
    - 境港線 八束中央方面（AIデマンドバス「まつえのるーと」のため、完全予約制）
- 隠岐汽船接続バス（フェリー接続便及び七類港発着高速船接続便）
  - 七類港（はつみ交通）
  - 松江駅（一畑バス）

### 接岸岸壁そば
- 隠岐汽船接続バス（高速船接続便）
  - 松江駅（一畑バス）

## 隣の駅
西日本旅客鉄道（JR西日本）
 境線
馬場崎町駅（キジムナー駅） - 境港駅（鬼太郎駅）